# Mussaenda hossei
Mussaenda hossei är en måreväxtart som beskrevs av William Grant Craib och Carl Curt Hosseus. Mussaenda hossei ingår i släktet Mussaenda och familjen måreväxter. Inga underarter finns listade i Catalogue of Life.